# Кованщина
Кованщина — деревня в Борском сельском поселении Тихвинского района Ленинградской области.

## История
Усадище Кованшина упоминается в переписи 1710 года в Егорьевском Пашекожельском погосте Нагорной половины Обонежской пятины.
Как деревня Кваншино она обозначена на карте Новгородского наместничества 1792 года А. М. Вильбрехта.
Затем как деревня Кованшина она упоминается на «Специальной карте западной части России» Ф. Ф. Шуберта 1844 года.

КОВАНШИНА (КОВАНОВЩИНА) — выселок Пашекожельского прихода. Река Паша.

Крестьянских дворов — нет. Строений — 3, в том числе жилых — 1. 

Число жителей по приходским сведениям 1879 г.: 4 м. п., 4 ж. п.

В конце XIX века деревня относилась к Новинской волости 2-го стана, в начале XX века — к Новинской волости 1-го земского участка 1-го стана Тихвинского уезда Новгородской губернии.

КОВАНЩИНА — деревня Крючковского общества дворов — 3, жилых домов — 5, число жителей: 10 м. п., 11 ж. п.
 
Занятия жителей — земледелие, лесные заработки. Колодцы. Часовня. (1910 год)

На подробной карте Ленинградской области Северо-западного аэрогеодезического треста ГГУ издания 1932 года деревня не обозначена.
По данным 1933 года деревня называлась Каванщина и входила в состав Сарожского сельсовета.
По данным 1966 и 1973 годов деревня Кованщина входила в состав Шомушского сельсовета.
По данным 1990 года деревня Кованщина входила в состав Борского сельсовета.
В 1997 году в деревне Кованщина Борской волости постоянного населения не было, в 2002 году — проживали 2 человека (все русские).
В 2007 году в деревне Кованщина Борского СП постоянного населения не было, в 2010 году проживали 11 человек.

## География
Деревня расположена в центральной части района на автодороге 41К-935 (Сарожа — Черноваткино — Кованщина).
Расстояние до административного центра поселения — 13 км.
Расстояние до ближайшей железнодорожной станции Тихвин — 28 км.
Деревня находится на левом берегу реки Паша.

## Демография
| 1879 | 1910 | 1997 | 2002 | 2007 | 2010 | 2017 |
| ---- | ---- | ---- | ---- | ---- | ---- | ---- |
| 8    | ↗21  | ↘0   | ↗2   | ↘0   | ↗11  | ↘2   |

### Национальный состав
Согласно данным Всероссийской переписи населения 2002 года в деревне проживали 2 человека, все русские.
Согласно данным Всероссийской переписи населения 2021 года в деревне проживали 6 человек, все русские.